# Euselasia alburna
Euselasia alburna is een vlinder uit de familie van de prachtvlinders (Riodinidae). De wetenschappelijke naam van de soort is voor het eerst geldig gepubliceerd in 1928 door Stichel.